# سدیلو (نیومکزیکو)
سدیلو (به انگلیسی: Sedillo) یک منطقهٔ مسکونی در ایالات متحده آمریکا است که در شهرستان برنالیو، نیومکزیکو واقع شده‌است. سدیلو ۸۰۲ نفر جمعیت دارد و ۲٬۱۱۹٫۹۱ متر بالاتر از سطح دریا واقع شده‌است.